# Grossaffoltern
Grossaffoltern (do 1860 Affoltern) – gmina (niem. Einwohnergemeinde) w Szwajcarii, w kantonie Berno, w regionie administracyjnym Seeland, w okręgu Seeland.

## Demografia
W Grossaffoltern mieszkają 3 033 osoby. W 2020 roku 6% populacji gminy stanowiły osoby urodzone poza Szwajcarią.

## Współpraca
Miejscowość partnerska:
- Horšovský Týn, Czechy

## Transport
Przez teren gminy przebiegają autostrada A6 oraz drogi główne nr 6 i nr 251.